# Ха-Эмек
Ха-Эмек (Хаэмек) — медицинский комплекс в Афуле, Израиль.
История этого учреждения начинается с 1921 года, когда в Мааян-Харод поселенцами была основана лечебница, где лечили малярию. Основателем был д-р Бенцион Гиршовиц. Лечебница получила название Долина.
В 1920-е годы было решено строить здание для лечебницы. Идея была поддержана видной общественной деятельницей Генриеттой Сольд. Здание было построено у возвышенности Морэ в Нижней Галилее и названо Байервальд, в честь архитектора Александра Бервальда, репатрианта из Германии, известного своими проектами в Хайфе.
В 1933 - 1936 годах были расширены отделения по педиатрии, родильное отделение, гинекологии и др.

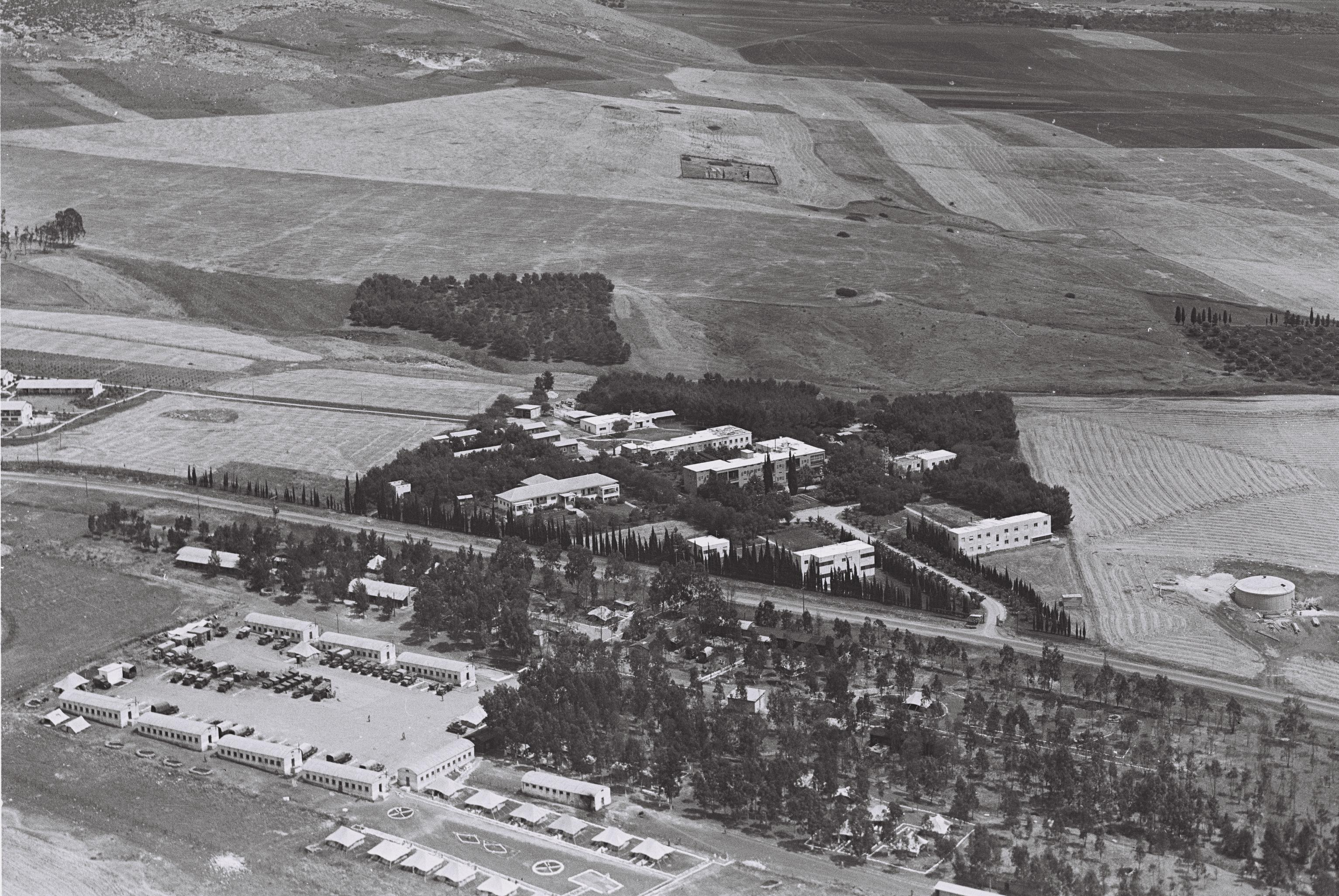
Медкомплекс Ха-Эмек, фото 1948 года

Комплекс предоставляет услуги жителям территории, c населением 300 тысяч, из таких городов как Афула, Мигдаль ха-Эмек, регионов — Изреэльская долина, Гильбоа, Нижняя Галилея и других.
Входит в систему Клалит.